# Ingo Appelt
Ingo Appelt (n. 11 decembrie 1961, Innsbruck, Austria) este un bober și politician austriac, medaliat olimpic. A participat la două ediții ale Jocurilor Olimpice (1988, 1992) în care a câștigat o medalie de aur.